# Mortes-eaux
Pour l’article homonyme, voir Mortes-eaux (roman).
Les mortes-eaux sont des marées de faible amplitude.

## Définition
Les mortes-eaux correspondent à des marées d'amplitude inférieure à la moyenne, par opposition aux vives-eaux. Elles apparaissent en période de quadrature, lorsque le Soleil et la Lune font un angle de 90° par rapport à la Terre.
En période de mortes-eaux, le marnage est minimal (la mer recouvre et découvre moins), les courants de marée sont moins forts.